# St. Briccius (Halle)

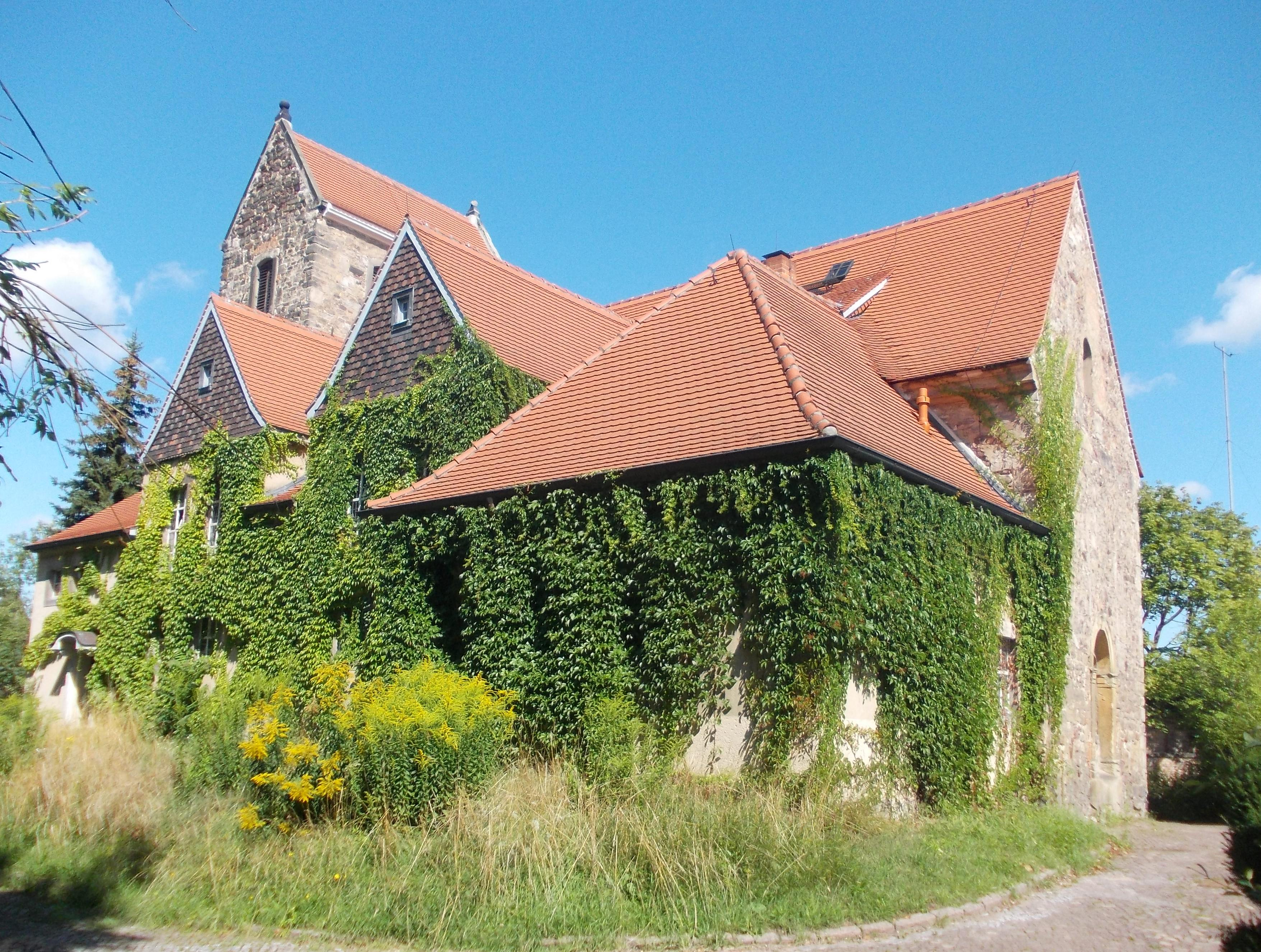
Ansicht von Südosten, der Friedhofseite

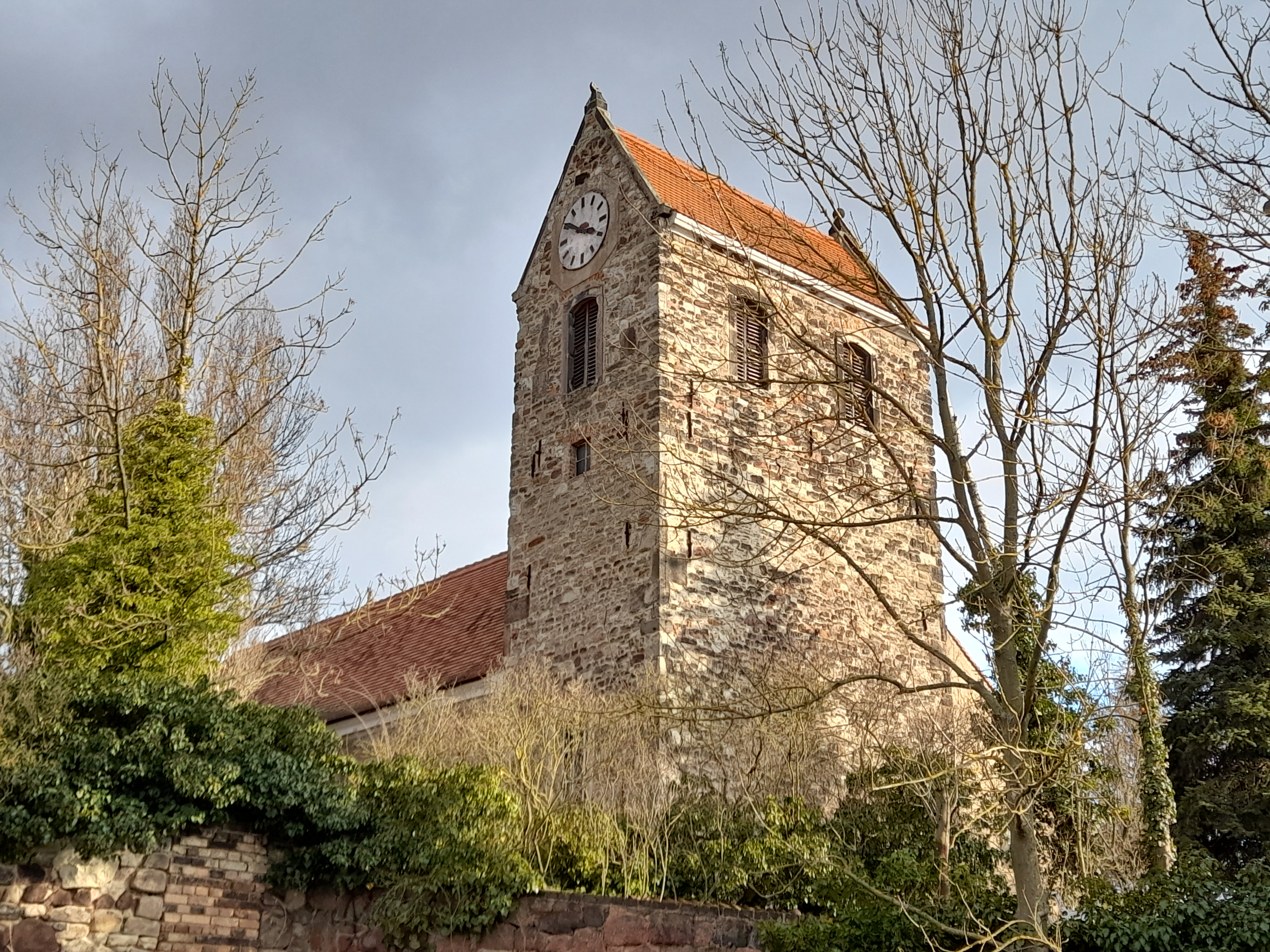
Querturm von Nordwesten

St. Briccius, eine der ältesten Kirchen von Halle (Saale), ist eine evangelische Kirche im ehemaligen Bauern- und Fischerdorf Trotha, das heute ein Stadtteil im Norden von Halle ist.
Die Kirchengemeinde Halle-Trotha gehört zum Kirchspiel Trotha-Seeben in der Gemeindekooperation Mitte-Nord im Kirchenkreis Halle-Saalkreis der Evangelischen Kirche in Mitteldeutschland. Im Denkmalverzeichnis der Stadt Halle ist die Kirche unter der Erfassungsnummer 094 05079 als Baudenkmal verzeichnet.

## Geschichte
An der Stelle der heutigen Kirche existierte zunächst ein westslawischer Kultplatz, der nach der (ost)fränkischen Eroberung durch eine hölzerne Tauf- und Betkapelle überbaut wurde. Dieser Holzbau kann frühestmöglich zur Zeit Karls des Großen (768 bis 814 König des fränkischen Reiches) ab dem Jahre 806 errichtet worden sein. Wahrscheinlicher ist allerdings eine Erbauung ab den späten 920er Jahren oder noch später, beispielsweise ab 966, nachdem das sorbische Dorf Eigentum des Mauritiusklosters Magdeburg geworden war.
Im Jahre 1116 wurde die Kirche in den Akten des Klosters Neuwerk erstmals erwähnt. 1121 schenkte Erzbischof Rüdiger von Magdeburg den Ort Trotha dem Kloster Neuwerk. Um 1150 wurde die spätromanische Bruchsteinkirche errichtet. Sie ist St. Briccius geweiht, einem Schüler von St. Martin von Tours. Trotha verblieb bis zur Auflösung des Klosters im Jahre 1520 beim Kloster Neuwerk. Schon seit 1525, mit dem Übertritt der Gemeinde zum protestantischen Glauben, hatte die Kirche einen evangelischen Pfarrer.
Im Dreißigjährigen Krieg wurde die Kirche wiederholt verwüstet, so im Jahre 1636 durch kursächsische Truppen.
1730 wurde die Kirche sparsam barock umgebaut und das Kirchenschiff um etwa einen Meter nach Süden erweitert. Den Eingang verlegte man auf die Ostseite und es wurden große Rechteckfenster eingebaut. Den Altar verlegte man an die Turmseite im Westen, wo sich auch die Kanzel und das Kruzifix befanden.
1896 musste das durch einen Blitzschlag beschädigte Innere der Kirche erneuert werden.
Mit der Industrialisierung im 19. Jahrhundert wuchs die Anzahl der Gemeindemitglieder stark an, so dass die Kirche erweitert werden musste. 1910/1911 errichtete man deshalb einen südlichen Anbau. Die östliche Eingangstür wurde unter Verwendung einer romanischen Säule wieder verschlossen und ein neuer Eingang im Westen geschaffen. Auf das Dach der Kirche setzte man zwei Erker mit jeweils zwei Fenstern und baute östlich davon eine Sakristei an. Im Innern wurde die Ostausrichtung des Altars wieder hergestellt.
Im Ersten und Zweiten Weltkrieg mussten zwei der drei Glocken für Rüstungszwecke abgegeben werden. Die heutigen Glocken sind eine Schenkung aus dem Jahre 1957.

## Bauwerk und Ausstattung
Die im Kern spätromanische Bruchsteinkirche stammt aus der Mitte des 12. Jahrhunderts. Noch erhalten aus der Bauzeit sind der Westquerturm mit Satteldach sowie die Nord- und Ostwand. Die Holztonnendecke im Innern stammt vom Umbau im Jahre 1730.
Das Kruzifix von 1520, das älteste Ausstattungsstück der Kirche, wird Georg Ihener aus Orlamünde zugeschrieben, der auch an den Altargemälden der Moritzkirche gearbeitet haben soll. Als im Jahre 1954 der Altarraum neu gestaltet wurde, brachte man das Kruzifix über dem Altar an.
Die L-förmig umlaufenden Emporen im südlichen Anbau wurden beim Umbau 1910 angebracht. Weitere Ausstattungsstücke in einfachen Jugendstilformen aus dieser Zeit sind die hölzerne Kanzel an der Nordseite, ein Lesepult, ein Taufbecken und Gestühl. Zwei Bleiglasfenster wurden 1911 zur Erinnerung an ihren alten Stammsitz von der Familie von Trotha für die Fenster der Nordwand gestiftet.
Zur Ausstattung gehörte ursprünglich auch ein spätromanischer Taufstein aus dem 12. oder 13. Jahrhundert. Nachdem ihn die Gemeinde wegen Rissen 1830 abgegeben hatte, steht er heute im Gotischen Gewölbe des Museums der Moritzburg (Halle).
St. Briccius umgibt der evangelische Friedhof der Gemeinde. Dort befindet sich auch ein von Gerhard Marcks gestalteter Grabstein für Erich Consemüller, der im Werkverzeichnis von Marcks abgebildet ist.

### Orgel
Ihre erste Orgel erhielt die Trothaer Kirche im Jahr 1716. Nach einem Blitzeinschlag im Jahr 1896 wurde das Instrument (möglicherweise bereits ein Nachfolgebau?) schwer beschädigt, woraufhin das Ehepaar Otto und Alma Nagel, Großgrundbesitzer in Trotha, der Gemeinde im Jahr 1897 eine Summe von 5000 Mark zum Neubau einer Orgel überließ. Den Auftrag erhielt die Orgelbaufirma von Wilhelm Rühlmann aus Zörbig. Am 27. Mai 1899 wurde das Instrument als ihr op. 211 im Pfingstgottesdienst geweiht.
Im Zuge umfassender Umbauarbeiten in der Kirche wurde die Orgel in den Jahren 1910 und 1911 von ihrem Standort auf der damaligen Ostempore auf die neu errichtete Westempore versetzt, auf der sie sich bis heute befindet. Im Jahr 1927 erhielt sie einen elektrischen Motor; ein Fußbetrieb des Balges blieb möglich.
Nach dem Zweiten Weltkrieg stimmte Orgelbaumeister Jandeck aus Halle die Orgel um einen Dreiviertelton höher und nahm zudem Änderungen an der Disposition vor. Wie in der sog. Orgelbewegung üblich, wurden dabei einige grundtönige Register durch obertönige Register ausgetauscht. So trat beispielsweise an die Stelle der Doppelflöte 8' im Hauptwerk eine Quinte 2 2⁄3′ und an die Stelle des Lieblich Gedackt 8' im Schwellwerk eine Sifflöte 1'. Die genauen Veränderungen lassen sich in der Darstellung zur Disposition nachvollziehen.
Eine grundlegende Reinigung, eine Überholung von Spieltisch und Balganlage sowie eine Nachintonation des Pfeifenwerks führte die Orgelbauwerkstatt Hüfken aus Halberstadt 1987 durch. Christoph Schulz, Orgelsachverständiger der damaligen Kirchenprovinz Sachsen, riet in einem Gutachten aus dem Jahr 2000 zu einer Rückführung der Disposition in den romantischen Originalzustand; dazu kam es bisher nicht.
Das 100. und das 125. Orgeljubiläum wurde in den Jahren 1999 und 2024 jeweils mit Festveranstaltungen begangen.

#### Disposition
Im Jahr 1899 wurde die Rühlmann-Orgel im folgenden Zustand abgenommen:
| I Hauptwerk |              |       |
|             | Prinzipal    | 8′    |
|             | Bordun       | 16′   |
|             | Gambe        | 8′    |
|             | Hohlflöte    | 8′    |
|             | Doppelflöte  | 8′    |
|             | Oktave       | 4'    |
|             | Rauschquinte | 2f.   |
|             | Mixtur       | 3-4f. |

| II Schwellwerk |                  |    |
|                | Geigenprinzipal  | 8′ |
|                | Lieblich Gedackt | 8′ |
|                | Flauto traverso  | 8′ |
|                | Salicional       | 8′ |
|                | Vox Coeleste     | 8' |
|                | Flauto amabile   | 4' |

| Pedalwerk |             |     |
|           | Violon      | 16′ |
|           | Subbass     | 16′ |
|           | Prinzipal   | 8′  |
|           | Gedacktbass | 8'  |

- Koppeln: I/P, II/P, I/II

Im Jahr 1916 wurde im Pedal eine Posaune 16' hinzugefügt.
Seit dem Umbau nach dem Zweiten Weltkrieg hat die Orgel folgende Disposition (Änderungen kursiv):
| I Hauptwerk |           |       |
|             | Prinzipal | 8′    |
|             | Quintatön | 16′   |
|             | Hellflöte | 4′    |
|             | Hohlflöte | 8′    |
|             | Quinte    | 2 ⁄3′ |
|             | Oktave    | 4′    |
|             | Prinzipal | 2′    |
|             | Mixtur    | 3fach |

| II Schwellwerk |                 |    |
|                | Geigenprinzipal | 8′ |
|                | Sifflöte        | 1′ |
|                | Oktave          | 2′ |
|                | Salicional      | 8′ |
|                | Vox Coeleste    | 8' |
|                | Flauto amabile  | 4' |

| Pedalwerk |             |     |
|           | Violon      | 16′ |
|           | Subbass     | 16′ |
|           | Prinzipal   | 8′  |
|           | Gedacktbass | 8′  |
|           | Choralbass  | 4′  |

- Koppeln: I/P, II/P, I/II

## Das Kriegerdenkmal vor der Kirche
Zum ehrenden Gedächtnis der im Ersten Weltkrieg gefallenen Soldaten aus Trotha ließ die Evangelische Kirchengemeinde einen Obelisken aus Muschelkalk, bekrönt mit dem Eisernen Kreuz, vor der Kirche errichten. Die feierliche Einweihung fand am 4. Juli 1926 statt; während des Zweiten Weltkrieges wurde das Denkmal nicht beschädigt.
Gegen die Aufforderung der städtischen Bauverwaltung, die Abbrucharbeiten des Kriegerdenkmals nicht zu stören, legte die Kirchengemeinde St. Briccius am 3. Juni 1947 bei der sowjetischen Stadtkommandantur Einspruch ein und berief sich dabei auf den „Kontrollratsbeschluss“ und die am 12. Juli 1946 erfolgte Veränderung im Artikel 4. Danach sollten die Denkmäler nicht beseitigt werden, welche dem Andenken der Gefallenen regulärer Truppenteile gewidmet waren, keine NS-Ideologie zum Ausdruck brachten bzw. keine entsprechenden Symbole zeigten. Die Kirchengemeinde wies außerdem darauf hin, dass sich das Denkmal auf kircheneigenem Gelände befand.
Obwohl die Entscheidung der Stadtkommandantur noch ausstand, ließ die Bauverwaltung das Kriegerdenkmal am 9. Juni 1947 sprengen und die Trümmer beseitigen. Erst am 11. Juni teilte die Stadtverwaltung der Kirchengemeinde die Entscheidung des Militärkommandanten, Oberst Tschaikin, mit: „Der Obelisk an der Kirche in Trotha wird nicht gesprengt!“ – Gegen den Abriss legte die Kirchengemeinde am 18. Juli 1947 Einspruch ein und forderte Schadensersatz. Am 9. August 1947 erging ein Schreiben der Bauverwaltung an die Evangelische Kirchengemeinde St. Briccius. Darin wurde der vorschnelle Abriss zwar bedauert, zugleich aber ein Schadensersatzanspruch abgelehnt.